# Christoph Dabrowski
Christoph Dabrowski (polnisch Krzysztof Dąbrowski; * 1. Juli 1978 in Katowice, Polen) ist ein deutsch-polnischer ehemaliger Fußballspieler und derzeitiger -trainer.

## Karriere

### Verein
Dabrowski wanderte mit seiner Mutter im Alter von sechs Jahren als Aussiedler nach West-Berlin aus. Den Aussiedlerstatus hatten beide, da sein Großvater mütterlicherseits, Josef Turczyk, Angehöriger der deutschen Wehrmacht gewesen war. In Berlin begann der Mittelfeldspieler seine Karriere beim 1. FC Schöneberg. 1993 wechselte er zum BFC Preussen, danach in die A-Jugend von Hertha BSC, und zur Saison 1995/96 zu Werder Bremen. Mit Werder gewann er das Finale im DFB-Pokal 1998/99. Nach vier Jahren wechselte er zu Arminia Bielefeld, nach weiteren zwei Jahren zu Hannover 96.
Zur Saison 2006/07 unterschrieb er einen Dreijahresvertrag beim Bundesliga-Aufsteiger VfL Bochum. Mit dem VfL Bochum hielt sich Dabrowski zwei weitere Jahre in der Bundesliga, nach der Saison 2009/10 folgte der Abstieg in die Zweitklassigkeit. Am Ende der Spielzeit 2012/13 erreichte er mit dem VfL knapp den Klassenerhalt in der zweiten Liga. Als sein Vertrag in Bochum im Sommer 2013 abgelaufen war und er keinen neuen Verein gefunden hatte, beendete er seine Karriere.

### Nationalmannschaft
Dabrowski besitzt die polnische und die deutsche Staatsangehörigkeit. Die FIFA entschied im November 2005 nach Anfrage des polnischen Fußballverbandes, dass Dabrowski nicht für die polnische Nationalmannschaft spielberechtigt ist. Er hatte zu diesem Zeitpunkt bereits für die deutsche U-21-Nationalmannschaft und das „Team 2006“ gespielt.

## Trainerkarriere
Im Oktober 2013 wurde Dabrowski unter Sören Osterland Co-Trainer der zweiten Mannschaft von Hannover 96. Im Januar 2014 übernahm er die B1-Junioren (U17) als Cheftrainer, blieb aber weiterhin Co-Trainer von  Osterland. Mit der U17 erreichte er in der Saison 2013/14 den 8. Platz in der Nord/Nordost-Staffel der B-Junioren-Bundesliga. In der Saison 2014/15 folgte Platz 2, womit man sich für die Endrunde um die gesamtdeutsche Meisterschaft qualifizierte. Dort scheiterte Dabrowskis Mannschaft im Halbfinale am VfB Stuttgart.
Zur Saison 2015/16 wurde Dabrowski neben Jan-Moritz Lichte zweiter Co-Trainer von Michael Frontzeck bei der Profimannschaft. Er assistierte auch Frontzecks Nachfolger Thomas Schaaf und Daniel Stendel. Am Saisonende stieg die Mannschaft in die 2. Bundesliga ab.
Zur Saison 2016/17 wurde Dabrowski Cheftrainer der A-Junioren (U19). Gleichzeitig absolvierte er die Fußballlehrerausbildung an der Hennes-Weisweiler-Akademie in Hennef und erhielt am 20. März 2017 in Gravenbruch die höchste Trainerlizenz des DFB. Mit der U19 beendete er die Saison in der A-Junioren-Bundesliga auf dem 7. Platz. In der Saison 2017/18 folgte Platz 8.
Zur Saison 2018/19 übernahm Dabrowski die zweite Mannschaft in der viertklassigen Regionalliga Nord und erreichte mit ihr den 6. Platz. In der Saison 2019/20, die aufgrund der COVID-19-Pandemie im März 2020 nach 22 von 34 Spielen nicht mehr fortgeführt werden konnte, den 12. Platz. Die Saison 2020/21 wurde aufgrund der Corona-Pandemie bereits nach wenigen Spielen ab November 2020 nicht mehr fortgeführt und daher nicht gewertet.
Anfang Dezember 2021 übernahm Dabrowski nach der Trennung von Jan Zimmermann die abstiegsbedrohte Zweitligamannschaft zunächst als Interimstrainer. Nach einem 1:0-Sieg gegen den Hamburger SV entschied die sportliche Leitung, dass er die Mannschaft bis zur Winterpause und somit auch in den folgenden zwei Ligaspielen betreuen werde. Nach einem weiteren Sieg und einer Niederlage erhielt Dabrowski einen Cheftrainer-Vertrag bis zum Ende der Saison 2021/22. Am 32. Spieltag konnte schließlich der Klassenerhalt erreicht werden. Anschließend wurde bekannt, dass Dabrowski den Verein mit seinem Vertragsende nach dem Saisonende verlassen werde. Die Saison schloss man mit 42 Punkten auf dem 11. Platz ab.
Zur Saison 2022/23 wurde Dabrowski Cheftrainer des Drittligisten Rot-Weiss Essen. Er unterschrieb beim Aufsteiger einen Vertrag bis zum 30. Juni 2024. Dieser wurde im Februar 2024 vorzeitig bis 30. Juni 2026 verlängert. 
Nach nur einem Sieg aus 8 Ligaspielen und dem daraus resultierenden 18. Platz wurde Dabrowski am 9. Dezember 2024 entlassen.

## Erfolge
- DFB-Pokal-Sieger: 1999
- Aufstieg in die Bundesliga: 2002
- Niederrheinpokal-Sieger (Trainer): 2023, 2024

## Sonstiges
Dabrowski war als einer von drei Vertretern der 2. Liga im Spielerrat der Spielergewerkschaft Vereinigung der Vertragsfußballspieler (VdV).